# 국도 제45호선
국도 제45호선 (서산 ~ 가평선, 國道第四十五號 瑞山加平線)은 충청남도 서산시 해미면 해미 교차로에서 경기도 가평군 청평면 청평댐입구삼거리를 잇는 대한민국의 일반 국도이다.

## 연혁
- 1981년 3월 14일 : 국도 제45호선 해미 ~ 청평선 신설[1]
- 1981년 4월 6일 : 국도로 승격된 평택군 팽성읍 도계 ~ 남양주군 학도면 구암리 92.3 km 구간 개통[2]
- 1981년 4월 16일 : 국도로 승격된 서산군 해미면 읍내리 ~ 아산군 둔포면 둔포리 43.427 km 구간 개통[3]
- 1981년 5월 30일 : 대통령령 제10247호 일반국도노선지정령 개정에 따라 신설된 126 km 구간으로 도로구역 결정[4]
- 1987년 7월 21일 : 아산군 둔포면 둔포리 880m 구간 개통, 기존 760m 구간 폐지[5]
- 1996년 7월 1일 : 기점을 '충청남도 서산군 해미면'에서 '충청남도 서산시 해미면'으로 변경함. 이에 따라 '서산 ~ 가평선'이 됨.[6]
- 1997년 9월 20일 : 예산군 삽교읍 삽교리 ~ 두리 860m 구간 개통, 기존 850m 구간 폐지[7]
- 1997년 12월 26일 : 광주 ~ 하남시계간 도로(광주군 광주읍 태전리 ~ 중부면 엄미리) 8.4 km 구간 확장 개통, 기존 3.87 km 구간 폐지[8]
- 1997년 12월 31일 : 자연농원 ~ 광주간 도로(용인시 유방동 ~ 광주군 광주읍 태전리) 16.04 km 구간 확장 개통, 기존 10.92 km 구간 폐지[9]
- 1998년 12월 31일 : 팔당대교 ~ 조안간 도로(남양주시 와부읍 팔당리 ~ 조안면 능내리) 3.925 km 구간 확장 개통 및 기존 4.2 km 구간 폐지[10], 조안 ~ 양수간 도로(남양주시 조안면 능내리 ~ 양평군 양서면 용담리) 1.38 km 구간 확장 개통 및 기존 구간 폐지[11]
- 2000년 4월 11일 : 둔포 ~ 평택간 도로(평택시 팽성읍 석근리 ~ 군문동) 6.46 km 구간 확장 개통[12]
- 2002년 12월 31일 : 충청남도 아산시 둔포면 둔포리 둔포 교차로 ~ 경기도 평택시 팽성읍 석근리 2.76 km 구간 확장 개통, 기존 2.02 km 구간 폐지[13]
- 2004년 12월 31일 : 아산시 음봉면 원남리 ~ 둔포면 송용리 7.79 km 구간 확장 개통, 기존 아산시 음봉면 원남리 ~ 둔포면 둔포리 총 3.43 km 구간 폐지[14], 이동 ~ 용인간 도로(안성시 양성면 이현리 ~ 용인시 마평동) 17.6 km 구간 확장 개통, 기존 15.7 km 구간 폐지[15]
- 2005년 6월 3일 : 평택시 고덕면 동고리 ~ 안성시 양성면 이현리 19.97 km 구간 확장 개통, 기존 21.21 km 구간 폐지[16]
- 2006년 12월 30일 : 해미 ~ 덕산간 도로(서산시 해미면 휴암리 ~ 예산군 덕산면 대치리) 11.91 km 구간 확장 개통, 기존 서산시 해미면 산수리 1.004 km 구간과 서산시 해미면 대곡리 ~ 예산군 덕산면 광천리 4.689 km 구간 폐지[17]
- 2007년 12월 20일 : 덕산 ~ 예산간 도로(예산군 덕산면 대치리 ~ 예산읍 석양리 19.2 km 구간과 예산군 예산읍 관작리 ~ 궁평리 3.6 km) 총 22.8 km 구간 확장 개통, 기존 예산군 덕산면 대치리 ~ 삽교읍 두리 11.7 km 구간과 예산군 오가면 좌방리 ~ 역탑리 총 2.0 km 구간 폐지[18]
- 2008년 1월 1일 : 아산 ~ 음봉간 도로(아산시 염치읍 석정리 ~ 음봉면 원남리) 7.6 km 구간 확장 개통, 기존 총 3.58 km 구간 폐지[19]
- 2008년 11월 17일 : 예산군 삽교읍 송산리 ~ 덕산면 둔리 2.3 km 구간 개통 및 기존 구간 폐지[20]
- 2009년 7월 23일 : 남양주시 조안면 진중리 458m 구간 이설 개통, 기존 548m 구간 폐지[21]
- 2015년 7월 1일 : 배방 ~ 탕정간 도로(아산시 남동 ~ 탕정면 용두리) 4.9 km 구간 신설 개통[22]
- 2019년 12월 23일 : 염성 ~ 용두간 도로 개통으로 기존 아산시 시내 구간(아산시 신창면 읍내리 ~ 온천동 ~ 염치읍 석정리) 구간을 지정 해제하고 아산시 국도대체우회도로와 염성 ~ 용두간 도로를 포함(아산시 신창면 읍내리 ~ 염치읍 곡교리)한 구간으로 노선 변경[23]
- 2019년 12월 30일 : 염성 ~ 용두간 도로(아산시 염치읍 곡교리 ~ 송곡리) 3.44 km 구간 신설 개통, 기존 아산시 신창면 읍내리 ~ 염치읍 석정리 8.2 km 구간 폐지[24]
- 2020년 10월 30일 : 대촌 교차로 남리연결로 준공[25]

## 주요 경유지
충청남도
- 서산시 해미면 - 예산군 (덕산면 · 삽교읍 · 오가면 · 예산읍) - 아산시 (도고면 · 신창면 · 염치읍 · 음봉면 · 둔포면)

경기도
- 평택시 (팽성읍 · 신대동 · 고덕면 · 지제동 · 모곡동 · 지제동 · 칠괴동 · 동삭동 · 칠괴동 · 칠원동 · 청룡동) - 안성시 (원곡면 · 양성면) - 용인시 처인구 (이동읍 · 남동 · 마평동 · 김량장동 · 유방동 · 포곡읍 · 모현읍) - 광주시 (매산동 · 태전동 · 장지동 · 탄벌동 · 송정동 · 남한산성면 · 퇴촌면 · 남종면) - 하남시 (배알미동 · 창우동) - 남양주시 (와부읍 · 조안면 · 화도읍) - 가평군 청평면

- 구간 거리표 (단위 km)

예산군 36.9
아산시 37.4
평택시 25.1
안성시 15.0
용인시 30.8
광주시 21.2
하남시 10.7
남양주시 22.5
가평군 8.0

## 노선
- (■): 자동차 전용도로 구간

### 충청남도
| 이름                   | 접속 노선                                                                          | 소재지 | 소재지                                                       | 비고                                                         |
| ---------------------- | ---------------------------------------------------------------------------------- | ------ | ------------------------------------------------------------ | ------------------------------------------------------------ |
| 해미 교차로            | 국도 제29호선 국가지원지방도 제70호선 (중앙로) (내포로) 지방도 제647호선 (남문1로) | 서산시 | 해미면                                                       | 기점 국가지원지방도 제70호선과 중복                          |
| 잠양 교차로            | 남문2로                                                                            | 서산시 | 해미면                                                       | 국가지원지방도 제70호선과 중복                               |
| 해미 나들목            | 15호선 서해안고속도로                                                              | 서산시 | 해미면                                                       | 국가지원지방도 제70호선과 중복                               |
| 산수 교차로            | 산수로                                                                             | 서산시 | 해미면                                                       | 국가지원지방도 제70호선과 중복 상행 진입 불가 하행 진출 불가 |
| 산수1교 산수2교        |                                                                                    | 서산시 | 해미면                                                       | 국가지원지방도 제70호선과 중복                               |
| 대곡 교차로            | 산수로                                                                             | 서산시 | 해미면                                                       | 국가지원지방도 제70호선과 중복 상행 진출 불가 하행 진입 불가 |
| 한서대학교입구         | 한서1로                                                                            | 서산시 | 해미면                                                       | 국가지원지방도 제70호선과 중복                               |
| 원터 교차로            | 대곡원터길                                                                         | 서산시 | 해미면                                                       | 국가지원지방도 제70호선과 중복                               |
| 송덕암 교차로          | 큰골로                                                                             | 서산시 | 해미면                                                       | 국가지원지방도 제70호선과 중복                               |
| 대곡 교차로 (대곡1교)  | 대곡1길                                                                            | 서산시 | 해미면                                                       | 국가지원지방도 제70호선과 중복                               |
| 대곡2교                |                                                                                    | 서산시 | 해미면                                                       | 국가지원지방도 제70호선과 중복                               |
| 해미터널               |                                                                                    | 서산시 | 해미면                                                       | 국가지원지방도 제70호선과 중복 상행 연장 308m 하행 연장 426m |
| 해미터널               |                                                                                    | 예산군 | 덕산면                                                       | 국가지원지방도 제70호선과 중복 상행 연장 308m 하행 연장 426m |
| 덕산터널               |                                                                                    | 예산군 | 덕산면                                                       | 국가지원지방도 제70호선과 중복 상행 연장 210m 하행 연장 209m |
| 광천 교차로            | 남은들로 대치광천길                                                                | 예산군 | 덕산면                                                       | 국가지원지방도 제70호선과 중복                               |
| 대치 교차로            | 대치3길                                                                            | 예산군 | 덕산면                                                       | 국가지원지방도 제70호선과 중복                               |
| 대치1 교차로           | 덕산온천로                                                                         | 예산군 | 덕산면                                                       | 국가지원지방도 제70호선과 중복                               |
| 수덕사 교차로          | 국도 제40호선 (수덕사로)                                                           | 예산군 | 덕산면                                                       | 국도 제40호선과 중복 국가지원지방도 제70호선과 중복          |
| 덕산온천 교차로        | 덕산온천로                                                                         | 예산군 | 덕산면                                                       | 국도 제40호선과 중복 국가지원지방도 제70호선과 중복          |
| 신리대교               |                                                                                    | 예산군 | 덕산면                                                       | 국도 제40호선과 중복 국가지원지방도 제70호선과 중복          |
|                        | 삽교읍                                                                             | 예산군 |                                                              | 국도 제40호선과 중복 국가지원지방도 제70호선과 중복          |
| 송산 교차로            | 국도 제40호선 지방도 제609호선 (도청대로)                                          | 예산군 |                                                              | 국도 제40호선과 중복 국가지원지방도 제70호선과 중복          |
| 안치 교차로            | 충의로                                                                             | 예산군 | 국가지원지방도 제70호선과 중복                               |                                                              |
| 삽교 교차로            | 예목로 충의로                                                                      | 예산군 | 국가지원지방도 제70호선과 중복                               |                                                              |
| 잿뜰교 삽다리교        |                                                                                    | 예산군 | 국가지원지방도 제70호선과 중복                               |                                                              |
| (이름 없음)            | 충의로                                                                             | 예산군 | 국가지원지방도 제70호선과 중복 상행 진출 불가 하행 진입 불가 |                                                              |
| 떼말 교차로            | 삽교로4길                                                                          | 예산군 | 국가지원지방도 제70호선과 중복                               |                                                              |
| 두리 교차로            | 삽교역로 두루머리길                                                                | 예산군 | 국가지원지방도 제70호선과 중복                               |                                                              |
| 방아 교차로            | 삽교로 방아길                                                                      | 예산군 | 국가지원지방도 제70호선과 중복                               |                                                              |
| 좌방교                 |                                                                                    | 예산군 | 국가지원지방도 제70호선과 중복                               |                                                              |
|                        | 오가면                                                                             | 예산군 | 국가지원지방도 제70호선과 중복                               |                                                              |
| 좌방 교차로            | 좌분양막로                                                                         | 예산군 | 국가지원지방도 제70호선과 중복                               |                                                              |
| 예산세무서             |                                                                                    | 예산군 | 국가지원지방도 제70호선과 중복                               |                                                              |
| 임성 교차로            | 오신로                                                                             | 예산군 | 국가지원지방도 제70호선과 중복                               |                                                              |
| 임성중학교             |                                                                                    | 예산군 | 국가지원지방도 제70호선과 중복                               |                                                              |
| 역탑 교차로            | 오가중앙로 역탑한밭길                                                              | 예산군 | 국가지원지방도 제70호선과 중복                               |                                                              |
| 원천 교차로            | 원천오촌길 원천외천길                                                              | 예산군 | 국가지원지방도 제70호선과 중복                               |                                                              |
| 신원2교                |                                                                                    | 예산군 | 국가지원지방도 제70호선과 중복                               |                                                              |
|                        | 예산읍                                                                             | 예산군 | 국가지원지방도 제70호선과 중복                               |                                                              |
| 무한천교               |                                                                                    | 예산군 | 국가지원지방도 제70호선과 중복                               |                                                              |
| 석양 교차로            | 국도 제21호선 국도 제32호선 국가지원지방도 제70호선 (충서로)                       | 예산군 | 국도 제21, 32호선과 중복 국가지원지방도 제70호선과 중복      |                                                              |
| 관작삼거리             | 신례원로                                                                           | 예산군 | 국도 제21, 32호선과 중복 국가지원지방도 제70호선과 중복      |                                                              |
| 창소사거리             | 창말로 추사로                                                                      | 예산군 | 국도 제21, 32호선과 중복 국가지원지방도 제70호선과 중복      |                                                              |
| 점촌삼거리             | 신례원로                                                                           | 예산군 | 국도 제21, 32호선과 중복 국가지원지방도 제70호선과 중복      |                                                              |
| 간양 교차로            | 국도 제32호선 (예당평야로)                                                         | 예산군 | 국도 제21, 32호선과 중복 국가지원지방도 제70호선과 중복      |                                                              |
| 금산리 교차로          | 지방도 제645호선 (아산만로)                                                        | 아산시 | 도고면                                                       | 국도 제21호선과 중복 지방도 제645호선과 중복                 |
| 금산삼거리             | 온천대로207번길                                                                    | 아산시 | 도고면                                                       | 국도 제21호선과 중복 지방도 제645호선과 중복                 |
| 시전사거리             | 지방도 제645호선 (도고산로)                                                        | 아산시 | 도고면                                                       | 국도 제21호선과 중복 지방도 제645호선과 중복                 |
| 도고온천역             |                                                                                    | 아산시 | 도고면                                                       | 국도 제21호선과 중복                                         |
| 향산사거리             | 신통길                                                                             | 아산시 | 도고면                                                       | 국도 제21호선과 중복                                         |
| 순천향대학교           |                                                                                    | 아산시 | 신창면                                                       | 국도 제21호선과 중복                                         |
| 순천향대삼거리         | 지방도 제623호선 (순천향로)                                                        | 아산시 | 신창면                                                       | 국도 제21호선과 중복 지방도 제623호선과 중복                 |
| 읍내삼거리             | 지방도 제623호선 (서부남로)                                                        | 아산시 | 신창면                                                       | 국도 제21호선과 중복 지방도 제623호선과 중복                 |
| 읍내 교차로            | 국도 제21호선 국도 제39호선 (온양순환로) 온천대로                                  | 아산시 | 신창면                                                       | 국도 제21호선과 중복                                         |
| 읍내교                 |                                                                                    | 아산시 | 신창면                                                       |                                                              |
| 신달 교차로            | 서부북로                                                                           | 아산시 | 신창면                                                       |                                                              |
| 남성과선교             |                                                                                    | 아산시 | 신창면                                                       |                                                              |
| 수장 교차로            | 수장로                                                                             | 아산시 | 신창면                                                       |                                                              |
| 수장교                 |                                                                                    | 아산시 | 신창면                                                       |                                                              |
| 맹사성교               |                                                                                    | 아산시 | 신창면                                                       |                                                              |
|                        | 염치읍                                                                             | 아산시 |                                                              |                                                              |
| 곡교 교차로            | 국도 제39호선 지방도 제624호선 (아산로)                                            | 아산시 | 국도 제39호선과 중복 지방도 제624호선과 중복                 |                                                              |
| 음봉천교 방현천교      |                                                                                    | 아산시 | 국도 제39호선과 중복 지방도 제624호선과 중복                 |                                                              |
| 석정 교차로 (석정교)   | 국도 제39호선 지방도 제624호선 (이순신대로)                                        | 아산시 | 국도 제39호선과 중복 지방도 제624호선과 중복                 |                                                              |
| 방수사거리             | 염치로                                                                             | 아산시 |                                                              |                                                              |
| 방현사거리             | 방현동길 방현서길                                                                  | 아산시 |                                                              |                                                              |
| 충무유원지             |                                                                                    | 아산시 |                                                              |                                                              |
| 동정삼거리             | 동정길                                                                             | 아산시 |                                                              |                                                              |
| 음봉 교차로            | 지방도 제628호선 국가지원지방도 제70호선 (아산온천로) (음봉로)                     | 아산시 | 음봉면                                                       | 국가지원지방도 제70호선과 중복                               |
| 어르목터널             |                                                                                    | 아산시 | 음봉면                                                       | 국가지원지방도 제70호선과 중복 상행 연장 728m 하행 연장 680m |
| 원남 교차로            | 국가지원지방도 제70호선 (연암율금로)                                               | 아산시 | 음봉면                                                       | 국가지원지방도 제70호선과 중복                               |
| 오리골삼거리           | 충무로1181번길                                                                     | 아산시 | 둔포면                                                       |                                                              |
| 봉재삼거리             | 봉신로                                                                             | 아산시 | 둔포면                                                       |                                                              |
| 산전사거리 신항 교차로 | 국도 제43호선 (세종평택로) 관용로 해위안길                                         | 아산시 | 둔포면                                                       |                                                              |
| 관대삼거리             | 관대길                                                                             | 아산시 | 둔포면                                                       |                                                              |
| 관대복지사거리         | 해위길                                                                             | 아산시 | 둔포면                                                       |                                                              |
| 관터사거리             | 관대길                                                                             | 아산시 | 둔포면                                                       |                                                              |
| 관터삼거리             | 관대길                                                                             | 아산시 | 둔포면                                                       |                                                              |
| 둔포 교차로 (둔포교)   | 국도 제34호선 (장영실로) 충무로                                                    | 아산시 | 둔포면                                                       | 국도 제34호선과 중복                                         |
| 관대교 운교교          |                                                                                    | 아산시 | 둔포면                                                       | 국도 제34호선과 중복                                         |
| 둔포육교               | 아산밸리남로                                                                       | 아산시 | 둔포면                                                       | 국도 제34호선과 중복 상행 진출 불가                          |
| 석근 교차로 (석근교)   | 국도 제34호선 (삼사로)                                                             | 아산시 | 둔포면                                                       | 국도 제34호선과 중복                                         |
| 운용 교차로 (운용교)   | 충무로                                                                             | 아산시 | 둔포면                                                       |                                                              |
| 둔포천교               |                                                                                    | 아산시 | 둔포면                                                       |                                                              |

기존 구간 (2020년 이전 노선)
- 아산시 읍내 교차로 - 남성삼거리 - 아산득산농공단지 - 득산육교 - 신정삼거리 - 방축동사거리 - 아산교육지원청 - 실옥사거리 - 시청사거리 - 박물관사거리 - 온양민속박물관 - 충무 교차로 - 충무교 - 송곡사거리 - 석정삼거리

### 경기도

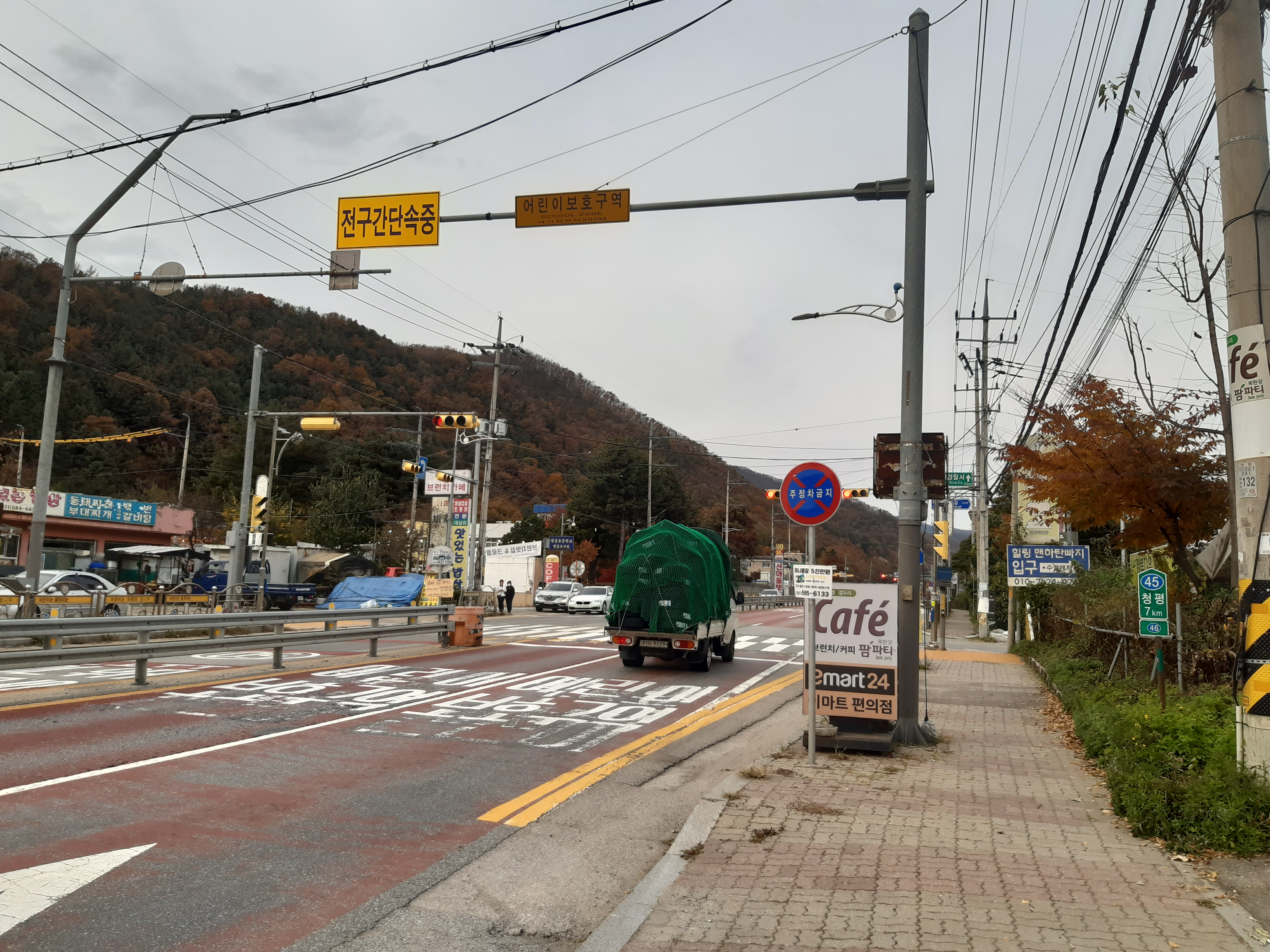
대성리역 부근

| 이름                                                      | 접속 노선                                                  | 소재지                                                   | 소재지                                                         | 비고                                                  |
| --------------------------------------------------------- | ---------------------------------------------------------- | -------------------------------------------------------- | -------------------------------------------------------------- | ----------------------------------------------------- |
| 둔포천교                                                  |                                                            | 평택시                                                   | 팽성읍                                                         |                                                       |
| 석근 교차로 (석근육교)                                    | 둔포중앙로                                                 | 평택시                                                   | 팽성읍                                                         | 상행 진출 불가 하행 진입 불가                         |
| 석근삼거리                                                | 계양로                                                     | 평택시                                                   | 팽성읍                                                         |                                                       |
| CPX오거리                                                 | 사거리길 송화2길                                           | 평택시                                                   | 팽성읍                                                         |                                                       |
| 대사 교차로                                               | 송화1길                                                    | 평택시                                                   | 팽성읍                                                         |                                                       |
| 송화사거리                                                | 팽성송화로 사거리길                                        | 평택시                                                   | 팽성읍                                                         |                                                       |
| 남산삼거리                                                | 안정순환로                                                 | 평택시                                                   | 팽성읍                                                         |                                                       |
| (이름 없음)                                               | 팽성남산4길                                                | 평택시                                                   | 팽성읍                                                         |                                                       |
| 추팔공업단지사거리                                        | 송화택지로                                                 | 평택시                                                   | 팽성읍                                                         |                                                       |
| 평궁삼거리                                                | 안정로                                                     | 평택시                                                   | 팽성읍                                                         |                                                       |
| 평궁사거리                                                | 팽성북로 평궁길                                            | 평택시                                                   | 팽성읍                                                         |                                                       |
| 신궁 교차로                                               | 국도 제38호선 (서동대로) 팽성로                            | 평택시                                                   | 팽성읍                                                         | 국도 제38호선과 중복                                  |
| 안성천1교                                                 |                                                            | 평택시                                                   | 팽성읍                                                         | 국도 제38호선과 중복                                  |
|                                                           | 원평동                                                     | 평택시                                                   |                                                                | 국도 제38호선과 중복                                  |
| 신대육교                                                  | 평남로 은실고가길                                          | 평택시                                                   |                                                                | 국도 제38호선과 중복                                  |
| 방축사거리                                                | 방축길 동고2길                                             | 평택시                                                   | 고덕면                                                         | 국도 제38호선과 중복                                  |
| 고덕 교차로                                               | 국도 제38호선 (서동대로)                                   | 평택시                                                   | 고덕면                                                         | 국도 제38호선과 중복                                  |
| 궁논교 평택국제병원 방축교                                |                                                            | 평택시                                                   | 고덕면                                                         |                                                       |
| 지제 교차로                                               | 지제로                                                     | 평택시                                                   | 세교동                                                         |                                                       |
| 송탄 교차로 (송탄교)                                      | 국도 제1호선 (경기대로)                                    | 평택시                                                   | 세교동                                                         |                                                       |
| 칠괴 교차로                                               | 칠괴길                                                     | 평택시                                                   | 송탄동                                                         |                                                       |
| 동삭 교차로                                               | 지방도 제317호선 (동삭로)                                  | 평택시                                                   | 송탄동                                                         |                                                       |
| 칠원 교차로                                               | 새말로 수촌길                                              | 평택시                                                   | 송탄동                                                         |                                                       |
| 통복4교                                                   |                                                            | 평택시                                                   | 비전동                                                         |                                                       |
| 청용 교차로                                               | 만세로                                                     | 평택시                                                   | 비전동                                                         |                                                       |
| 청용교                                                    |                                                            | 평택시                                                   | 비전동                                                         |                                                       |
|                                                           | 안성시                                                     | 원곡면                                                   |                                                                |                                                       |
| 서안성 나들목                                             | 안성시                                                     | 원곡면                                                   | 40호선 평택제천고속도로                                        |                                                       |
| 칠곡교                                                    | 안성시                                                     | 원곡면                                                   |                                                                |                                                       |
| 안성원곡물류단지                                          | 안성시                                                     | 원곡면                                                   | 원곡물류단지1로                                                | 상행 진입 불가 하행 진출 불가                         |
| 칠곡 교차로                                               | 안성시                                                     | 원곡면                                                   | 만세로 원곡물류단지로 갈월길                                   |                                                       |
| 칠곡1교                                                   | 안성시                                                     | 원곡면                                                   |                                                                |                                                       |
| 만세터널                                                  | 안성시                                                     | 원곡면                                                   |                                                                | 연장 1,461m                                           |
| 만세터널                                                  | 안성시                                                     | 양성면                                                   |                                                                | 연장 1,461m                                           |
| 양성터널                                                  | 안성시                                                     |                                                          | 연장 400m                                                      |                                                       |
| 동항교 양성교                                             | 안성시                                                     |                                                          |                                                                |                                                       |
| 양성 교차로                                               | 안성시                                                     | 양성로                                                   |                                                                |                                                       |
| 도곡교 도곡1교 도곡2교                                    | 안성시                                                     |                                                          |                                                                |                                                       |
| 이현 교차로                                               | 안성시                                                     | 양성로 이현배티길                                        |                                                                |                                                       |
| 장서 교차로                                               | 안성시                                                     | 지방도 제314호선 (양성로)                                |                                                                |                                                       |
| 이동교                                                    | 안성시                                                     |                                                          |                                                                |                                                       |
| 묘봉교                                                    |                                                            | 용인시                                                   | 처인구 이동읍                                                  |                                                       |
| 묘봉 교차로                                               | 국가지원지방도 제82호선 (경기동로)                         | 용인시                                                   | 처인구 이동읍                                                  |                                                       |
| 요덕교 송전1교                                            |                                                            | 용인시                                                   | 처인구 이동읍                                                  |                                                       |
| 송전 교차로                                               | 백옥대로 화산로                                            | 용인시                                                   | 처인구 이동읍                                                  |                                                       |
| 비룡1교 비룡2교                                           |                                                            | 용인시                                                   | 처인구 이동읍                                                  |                                                       |
| 시미 교차로                                               | 백옥대로                                                   | 용인시                                                   | 처인구 이동읍                                                  |                                                       |
| 원덕성교 덕성1교                                          |                                                            | 용인시                                                   | 처인구 이동읍                                                  |                                                       |
| 덕성 교차로                                               | 백옥대로                                                   | 용인시                                                   | 처인구 이동읍                                                  |                                                       |
| 덕성2교                                                   |                                                            | 용인시                                                   | 처인구 이동읍                                                  |                                                       |
| 원천 교차로                                               | 지방도 제318호선 (백자로) 구수동로 국가지원지방도 제84호선 | 용인시                                                   | 처인구 이동읍                                                  |                                                       |
| 원촌교                                                    |                                                            | 용인시                                                   | 처인구 이동읍                                                  |                                                       |
| 대촌 교차로                                               | 국도 제42호선 (신중부대로)                                 | 용인시                                                   | 처인구 이동읍                                                  | 국도 제42호선과 중복                                  |
| 대촌 교차로                                               | 국도 제42호선 (신중부대로)                                 | 용인시                                                   | 처인구                                                         | 국도 제42호선과 중복                                  |
| 남리교                                                    |                                                            | 용인시                                                   |                                                                | 국도 제42호선과 중복                                  |
| 남리 교차로                                               | 국도 제42호선 (남북대로)                                   | 용인시                                                   |                                                                | 국도 제42호선과 중복                                  |
| 옥현정류장삼거리                                          | 평옥로                                                     | 용인시                                                   |                                                                |                                                       |
| 용인변전소입구삼거리                                      | 백옥대로1005번길                                           | 용인시                                                   |                                                                |                                                       |
| 남동사거리                                                | 명지로 송담로                                              | 용인시                                                   |                                                                |                                                       |
| 태성중학교 태성고등학교                                   |                                                            | 용인시                                                   |                                                                |                                                       |
| 롯데마트삼거리                                            | 백옥대로1068번길                                           | 용인시                                                   |                                                                |                                                       |
| 터미널사거리 (용인공용버스터미널)                         | 국가지원지방도 제98호선 (중부대로)                         | 용인시                                                   |                                                                |                                                       |
| 용인사거리                                                | 금령로                                                     | 용인시                                                   |                                                                |                                                       |
| 용인시장입구단일로 교차로                                 | 금령로99번길                                               | 용인시                                                   |                                                                |                                                       |
| 금학교                                                    |                                                            | 용인시                                                   |                                                                |                                                       |
| 운동장·송담대역                                           | 금학로                                                     | 용인시                                                   |                                                                |                                                       |
| 스카이주유소삼거리 무수교삼거리 무수막정류장단일로 교차로 |                                                            | 용인시                                                   |                                                                |                                                       |
| 유림동 행정복지센터삼거리                                 | 백옥대로1313번길                                           | 용인시                                                   |                                                                |                                                       |
| 버드실사거리                                              | 유림로 한터로                                              | 용인시                                                   |                                                                |                                                       |
| 유방교                                                    |                                                            | 용인시                                                   |                                                                |                                                       |
| 유림농협삼거리                                            | 백옥대로1380번길                                           | 용인시                                                   |                                                                |                                                       |
| 용인유방고속버스정류소                                    |                                                            | 용인시                                                   |                                                                |                                                       |
| 중앙교회삼거리                                            | 백옥대로1392번길                                           | 용인시                                                   |                                                                |                                                       |
| 방축동삼거리                                              | 백옥대로1402번길                                           | 용인시                                                   |                                                                |                                                       |
| 용인IC입구사거리 (용인 나들목)                            | 50호선 영동고속도로 포곡로 백옥대로1424번길                | 용인시                                                   |                                                                |                                                       |
| 경안천교                                                  |                                                            | 용인시                                                   |                                                                |                                                       |
|                                                           | 처인구 포곡읍                                              | 용인시                                                   |                                                                |                                                       |
| 둔전삼거리                                                | 포곡로                                                     | 용인시                                                   | 상행 진입 불가 하행 진출 불가                                  |                                                       |
| 삼계교                                                    |                                                            | 용인시                                                   |                                                                |                                                       |
| 포곡삼거리                                                | 포곡로                                                     | 용인시                                                   | 상행 진출 불가 하행 진입 불가                                  |                                                       |
| 재원아파트단일로 교차로                                   |                                                            | 용인시                                                   | (사륜 이상 차량) 하행 진출 금지                                |                                                       |
| 동경주유소사거리                                          | 백옥대로1832번길                                           | 용인시                                                   |                                                                |                                                       |
| 도사마을사거리                                            | 백옥대로1898번길                                           | 용인시                                                   |                                                                |                                                       |
| 유운리입구삼거리                                          | 옥현로                                                     | 용인시                                                   |                                                                |                                                       |
| 태원석재삼거리                                            | 새래로                                                     | 용인시                                                   |                                                                |                                                       |
| 초현교                                                    |                                                            | 용인시                                                   |                                                                |                                                       |
| 세영철강삼거리                                            | 백옥대로1995번길 백옥대로1996번길                          | 용인시                                                   | 처인구 모현읍                                                  |                                                       |
| 포곡 교차로                                               | 국가지원지방도 제57호선 (포곡 ~ 오포간 도로)               | 용인시                                                   | 처인구 모현읍                                                  |                                                       |
| 산정주유소삼거리                                          | 백옥대로2101번길                                           | 용인시                                                   | 처인구 모현읍                                                  |                                                       |
| 초부교                                                    |                                                            | 용인시                                                   | 처인구 모현읍                                                  |                                                       |
| 초부리휴게소삼거리                                        | 초부로                                                     | 용인시                                                   | 처인구 모현읍                                                  |                                                       |
| 청광레미콘삼거리                                          | 갈담로                                                     | 용인시                                                   | 처인구 모현읍                                                  |                                                       |
| 갈담사거리                                                | 갈월로 파담로                                              | 용인시                                                   | 처인구 모현읍                                                  |                                                       |
| 만남주유소사거리                                          | 독점로 백옥대로2332번길                                    | 용인시                                                   | 처인구 모현읍                                                  |                                                       |
| 왕산초등학교삼거리                                        | 백옥대로2366번길                                           | 용인시                                                   | 처인구 모현읍                                                  |                                                       |
| 모현도서관 모현파출소앞                                   |                                                            | 용인시                                                   | 처인구 모현읍                                                  |                                                       |
| 외대사거리                                                | 문현로 외대로                                              | 용인시                                                   | 처인구 모현읍                                                  |                                                       |
| 왕산소교                                                  |                                                            | 용인시                                                   | 처인구 모현읍                                                  |                                                       |
| 장전평앞삼거리                                            | 백옥대로2438번길                                           | 용인시                                                   | 처인구 모현읍                                                  |                                                       |
| 모현삼거리                                                | 백옥대로2476번길                                           | 용인시                                                   | 처인구 모현읍                                                  |                                                       |
| 모산마을입구삼거리                                        | 모산로                                                     | 용인시                                                   | 처인구 모현읍                                                  |                                                       |
| 매산교                                                    |                                                            | 용인시                                                   | 처인구 모현읍                                                  |                                                       |
|                                                           | 광주시                                                     | 오포동                                                   |                                                                |                                                       |
| 매산삼거리                                                | 광주시                                                     | 오포동                                                   | 매자리길                                                       |                                                       |
| 대성아파트앞 교차로                                       | 광주시                                                     | 오포동                                                   | 매봉재길 회안대로71번길                                        |                                                       |
| 양벌삼거리                                                | 광주시                                                     | 오포동                                                   | 양벌로                                                         |                                                       |
| 양벌육교                                                  | 광주시                                                     | 오포동                                                   | 양촌길                                                         | 상행 진출 불가 하행 진입 불가                         |
| 양벌대교                                                  | 광주시                                                     | 오포동                                                   |                                                                |                                                       |
| 고산 나들목                                               | 광주시                                                     | 오포동                                                   | 국도 제43호선 (포은대로)                                       | 국도 제43호선과 중복                                  |
| 태전육교                                                  | 광주시                                                     | 태전동로                                                 | 광남동                                                         | 국도 제43호선과 중복                                  |
| 광주시청소년수련관 광남고등학교                           | 광주시                                                     |                                                          | 광남동                                                         | 국도 제43호선과 중복                                  |
| 담안교                                                    | 광주시                                                     | 태전로 장지7길 태봉로43번길                              | 광남동                                                         | 국도 제43호선과 중복                                  |
| 대봉육교                                                  | 광주시                                                     |                                                          | 광남동                                                         | 국도 제43호선과 중복                                  |
| 태전 분기점                                               | 광주시                                                     | 국도 제3호선 (성남이천로)                                | 광남동                                                         | 국도 제43호선과 중복                                  |
| 중대교                                                    | 광주시                                                     |                                                          | 광남동                                                         | 국도 제43호선과 중복                                  |
| 신장지사거리                                              | 광주시                                                     | 순암로                                                   | 광남동                                                         | 국도 제43호선과 중복                                  |
| 장지 나들목                                               | 광주시                                                     | 경충대로                                                 | 광남동                                                         | 국도 제43호선과 중복                                  |
| 탄벌마을앞 교차로                                         | 광주시                                                     | 포돌이로 사기막길                                        | 송정동                                                         | 국도 제43호선과 중복                                  |
| 벌원 교차로                                               | 광주시                                                     | 지방도 제338호선 (이배재로) (파발로)                     | 송정동                                                         | 국도 제43호선과 중복                                  |
| 벌원2교                                                   | 광주시                                                     | 통미로                                                   | 송정동                                                         | 국도 제43호선과 중복                                  |
| 광주시문화스포츠센터                                      | 광주시                                                     |                                                          | 송정동                                                         | 국도 제43호선과 중복                                  |
| 송정육교                                                  | 광주시                                                     | 행정타운로                                               | 송정동                                                         | 국도 제43호선과 중복                                  |
| 광주시청                                                  | 광주시                                                     |                                                          | 송정동                                                         | 국도 제43호선과 중복                                  |
| 대주육교                                                  | 광주시                                                     | 중앙로335번길                                            | 송정동                                                         | 국도 제43호선과 중복                                  |
| 송정 교차로                                               | 광주시                                                     | 중앙로                                                   | 송정동                                                         | 국도 제43호선과 중복                                  |
| 경기광주 나들목 (광주IC입구삼거리)                        | 광주시                                                     | 35호선 중부고속도로 해공로                               | 남한산성면                                                     | 국도 제43호선과 중복 해공로 통해 고속도로 진입        |
| 상번천리사거리                                            | 광주시                                                     | 국도 제43호선 지방도 제342호선 (회안대로) 해공로         | 남한산성면                                                     | 국도 제43호선과 중복 지방도 제342호선과 중복          |
| 도마치고개                                                | 광주시                                                     |                                                          | 남한산성면                                                     | 지방도 제342호선과 중복                               |
| 도마치고개                                                | 광주시                                                     | 퇴촌면                                                   |                                                                | 지방도 제342호선과 중복                               |
| 도마삼거리                                                | 광주시                                                     | 국가지원지방도 제88호선 지방도 제342호선 (천진암로)      | 지방도 제342호선과 중복 국가지원지방도 제88호선과 중복         |                                                       |
| 과학동입구                                                | 광주시                                                     |                                                          | 남종면                                                         | 국가지원지방도 제88호선과 중복                        |
| 팔당댐삼거리                                              |                                                            | 하남시                                                   | 천현동                                                         | 국가지원지방도 제88호선과 중복                        |
| 배알미대교                                                |                                                            | 하남시                                                   | 천현동                                                         |                                                       |
| 팔당대교남단 교차로                                       | 미사대로                                                   | 하남시                                                   | 천현동                                                         |                                                       |
| 팔당대교                                                  |                                                            | 하남시                                                   | 천현동                                                         |                                                       |
|                                                           | 남양주시                                                   | 와부읍                                                   |                                                                |                                                       |
| 팔당대교 나들목                                           | 남양주시                                                   | 와부읍                                                   | 국도 제6호선 (경강로) 팔당로                                   | 국도 제6호선과 중복                                   |
| 팔당1터널                                                 | 남양주시                                                   | 와부읍                                                   |                                                                | 국도 제6호선과 중복 상행 연장 229m 하행 연장 약 260m  |
| 팔당2터널                                                 | 남양주시                                                   | 와부읍                                                   |                                                                | 국도 제6호선과 중복 상행 연장 307m 하행 연장 297m     |
| 팔당2터널                                                 | 남양주시                                                   | 조안면                                                   |                                                                | 국도 제6호선과 중복 상행 연장 307m 하행 연장 297m     |
| 팔당3터널                                                 | 남양주시                                                   |                                                          | 국도 제6호선과 중복 상행 연장 169m 하행 연장 약 235m           |                                                       |
| 팔당4터널                                                 | 남양주시                                                   |                                                          | 국도 제6호선과 중복 상행 연장 약 420m 하행 연장 436m           |                                                       |
| 봉안터널                                                  | 남양주시                                                   |                                                          | 국도 제6호선과 중복 연장 762m                                  |                                                       |
| 봉안대교                                                  | 남양주시                                                   |                                                          | 국도 제6호선과 중복                                            |                                                       |
| 조안 나들목                                               | 남양주시                                                   | 국도 제6호선 (경강로) 북한강로                           | 국도 제6호선과 중복                                            |                                                       |
| 조안면 행정복지센터                                       | 남양주시                                                   |                                                          |                                                                |                                                       |
| 조안초교입구                                              | 남양주시                                                   | 북한강로229번길                                          |                                                                |                                                       |
| 진중삼거리                                                | 남양주시                                                   | 양수대교                                                 | 지방도 제352호선과 연결                                        |                                                       |
| 운길산역                                                  | 남양주시                                                   |                                                          |                                                                |                                                       |
| 연세중학교                                                | 남양주시                                                   |                                                          |                                                                |                                                       |
| 구봉마을앞                                                | 남양주시                                                   | 재재기로                                                 |                                                                |                                                       |
| 조안 나들목                                               | 남양주시                                                   | 400호선 수도권제2순환고속도로                            |                                                                |                                                       |
| 영화촬영소입구                                            | 남양주시                                                   | 북한강로855번길                                          |                                                                |                                                       |
| 백월리입구                                                | 남양주시                                                   | 북한강로1115번길                                         | 화도읍                                                         |                                                       |
| 제1금남교                                                 | 남양주시                                                   | 국가지원지방도 제86호선 (폭포로) 국가지원지방도 제98호선 | 화도읍                                                         | 국가지원지방도 제98호선과 중복                        |
| 금남초등학교 양주CC입구                                   | 남양주시                                                   |                                                          | 화도읍                                                         | 국가지원지방도 제98호선과 중복                        |
| 금남 교차로                                               | 남양주시                                                   | 북한강로                                                 | 화도읍                                                         | 국가지원지방도 제98호선과 중복                        |
| 금남 나들목                                               | 남양주시                                                   | 국도 제46호선 (신경춘로)                                 | 화도읍                                                         | 국도 제46호선과 중복 국가지원지방도 제98호선과 중복   |
| 샛터 교차로                                               | 남양주시                                                   | 경춘로                                                   | 화도읍                                                         | 국도 제46호선과 중복 국가지원지방도 제98호선과 중복   |
| 구운교                                                    | 남양주시                                                   |                                                          | 화도읍                                                         | 국도 제46호선과 중복 국가지원지방도 제98호선과 중복   |
|                                                           | 가평군                                                     | 청평면                                                   |                                                                | 국도 제46호선과 중복 국가지원지방도 제98호선과 중복   |
| 대성3리삼거리                                             | 가평군                                                     | 청평면                                                   | 은행나무길                                                     | 국도 제46호선과 중복 국가지원지방도 제98호선과 중복   |
| 대성초등학교                                              | 가평군                                                     | 청평면                                                   |                                                                | 국도 제46호선과 중복 국가지원지방도 제98호선과 중복   |
| 대성리역 (대성리 교차로)                                  | 가평군                                                     | 청평면                                                   |                                                                | 국도 제46호선과 중복 국가지원지방도 제98호선과 중복   |
| 관터마을입구                                              | 가평군                                                     | 청평면                                                   | 관터길                                                         | 국도 제46호선과 중복 국가지원지방도 제98호선과 중복   |
| 대성 교차로                                               | 가평군                                                     | 청평면                                                   | 국가지원지방도 제98호선 (남가로)                               | 국도 제46호선과 중복 국가지원지방도 제98호선과 중복   |
| 신청평대교앞 교차로                                       | 가평군                                                     | 청평면                                                   | 국도 제37호선 지방도 제391호선 (유명로)                        | 국도 제37, 46호선과 중복 지방도 제391호선과 중복      |
| 소돌마을앞 교차로                                         | 가평군                                                     | 청평면                                                   | 소돌말길                                                       | 국도 제37, 46호선과 중복 지방도 제391호선과 중복      |
| 신청평1교                                                 | 가평군                                                     | 청평면                                                   |                                                                | 국도 제37, 46호선과 중복 지방도 제391호선과 중복      |
| 청평댐입구삼거리                                          | 가평군                                                     | 청평면                                                   | 국도 제37호선 국도 제46호선 (경춘로) 지방도 제391호선 (호반로) | 종점 국도 제37, 46호선과 중복 지방도 제391호선과 중복 |

## 도로명
충청남도
- 서산시 해미면 해미 교차로 ~ 잠양 교차로 : 중앙로
- 서산시 해미면 잠양 교차로 ~ 해미터널 : 한티로
- 예산군 덕산면 해미터널 ~ 예산읍 석양 교차로 : 윤봉길로
- 예산군 예산읍 석양 교차로 ~ 간양 교차로 : 충서로
- 예산군 예산읍 간양 교차로 ~ 아산시 신창면 읍내 교차로 : 온천대로
- 아산시 신창면 읍내 교차로 ~ 염치읍 석정 교차로 : 온양순환로
- 아산시 염치읍 석정 교차로 ~ 둔포면 둔포 교차로 : 충무로
- 아산시 둔포면 둔포 교차로 ~ 둔포천교 : 장영실로

경기도
- 평택시 팽성읍 둔포천교 ~ 신궁 교차로 : 팽성로
- 평택시 팽성읍 신궁 교차로 ~ 고덕면 고덕 교차로 : 서동대로
- 평택시 고덕면 고덕 교차로 ~ 용인시 처인구 남리 교차로 : 남북대로
- 용인시 처인구 남리 교차로 ~ 모현읍 매산교 : 백옥대로
- 광주시 오포동 매산교 ~ 남한산성면 상번천리삼거리 : 회안대로
- 광주시 남한산성면 상번천리삼거리 ~ 하남시 천현동 팔당댐삼거리 : 태허정로
- 하남시 천현동 팔당댐삼거리 ~ 팔당대교남단 교차로 : 미사대로
- 하남시 천현동 팔당대교남단 교차로 ~ 남양주시 와부읍 팔당대교 나들목 : 창우로
- 남양주시 와부읍 팔당대교 나들목 ~ 조안면 조안 나들목 : 경강로
- 남양주시 조안면 조안 나들목 ~ 화도읍 금남 교차로 : 북한강로
- 남양주시 화도읍 금남 교차로 ~ 샛터 교차로 : 도로명 없음
- 남양주시 화도읍 샛터 교차로 ~ 가평군 청평면 청평댐입구삼거리 : 경춘로

## 기타
- 서울양양고속도로와는 교차하지만 접속되지 않아, 북한강반대편의 북한강로를 거쳐 서종 나들목에서 접속된다.
- 남리 교차로 ~ 마평 교차로 구간도 이 국도의 구간 중 하나이다. 본래 용인시 처인구 모현읍의 능원 교차로까지 이어지는 도로가 건설되어 국가지원지방도 제57호선과 연결될 예정이었으나 사업이 불투명한 상태다.[27]